# Protestele din urma crizei economice din Islanda din 2009

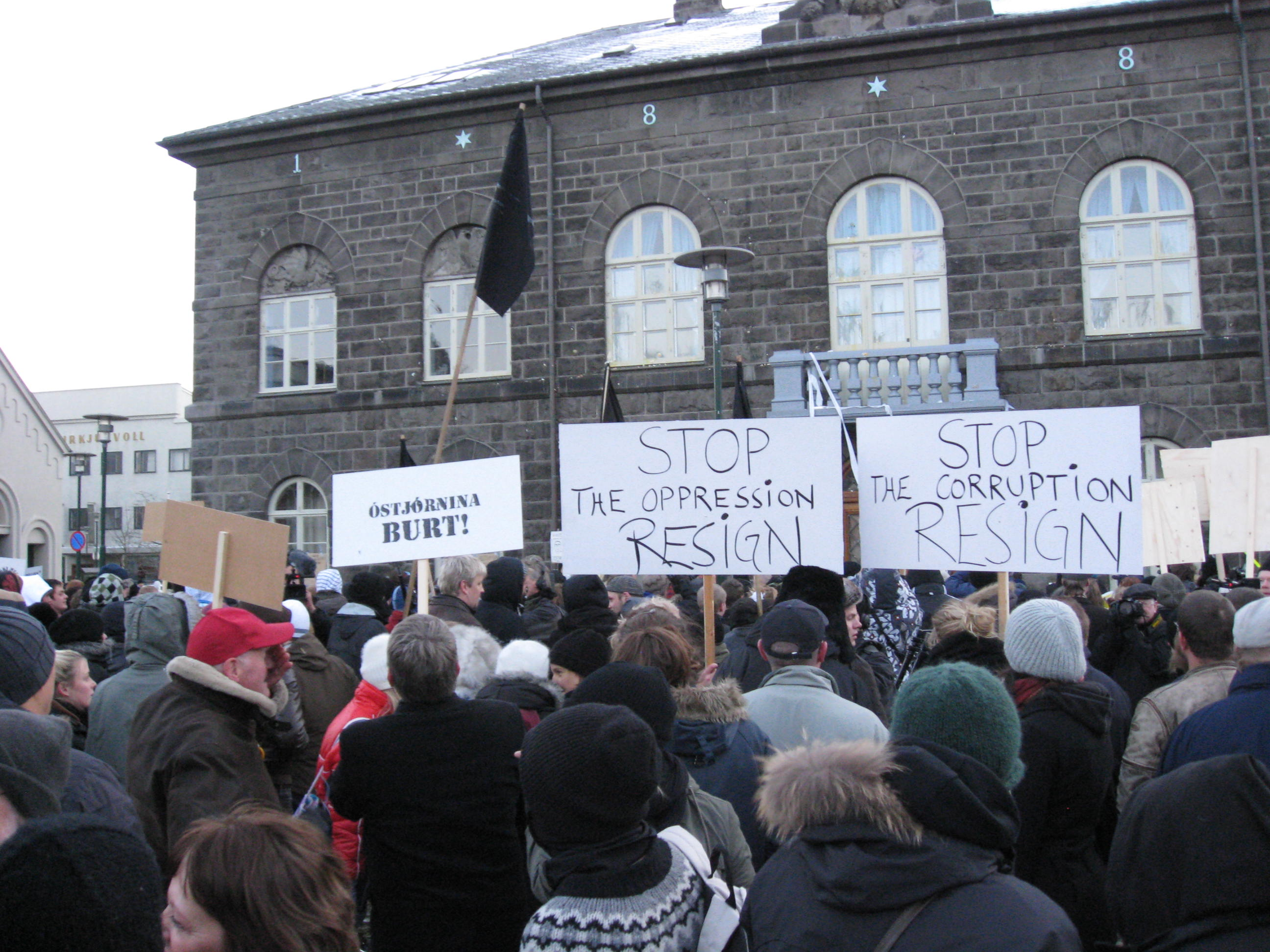
O parte a celor circa 6.000 de protestari, aflați în fața Alþingishúsið, clădirea sediului parlamentului islandez, Althing, la data de 15 noiembrie 2008.

Revoluția islandeză din 2009-2011, Revoluția din Bucătărie sau Protestele islandeze împotriva crizei financiare reprezintă o serie de protese din Islanda în care mii de oameni au manifestat în fața  Parlamentului (Althing) din Reykjavik.
Protestele au început în toamna târzie a anului 2008 și s-au încheiat în 2011, odată cu rescrierea Constituției Islandei.

## Rezultate
Ca urmare a acestor proteste marile bănci au fost naționalizate, s-a decis să nu se plătească datoria creată în Marea Britanie și Olanda din cauza politicii lor financiare rău intenționate și s-a creat un grup apolitic din oamenii de pe stradă pentru a rescrie Constituția țării. Constituția a fost scrisă on-line de un grup de civil din „stradă” , alți oameni putând pune întrebări sau sugera propuneri.

## Geir Harde
Ca urmare a acestei revoluții pentru prima oară este judecat primul-ministrul unei țări pentru modul în care a gestionat criza economică. Geir Haarde afirmă că este nevinovat și că totul este o "comandă politică". Haarde mai promite de asemenea că se va răzbuna în cadrul procesului.

## Galerie de imagini

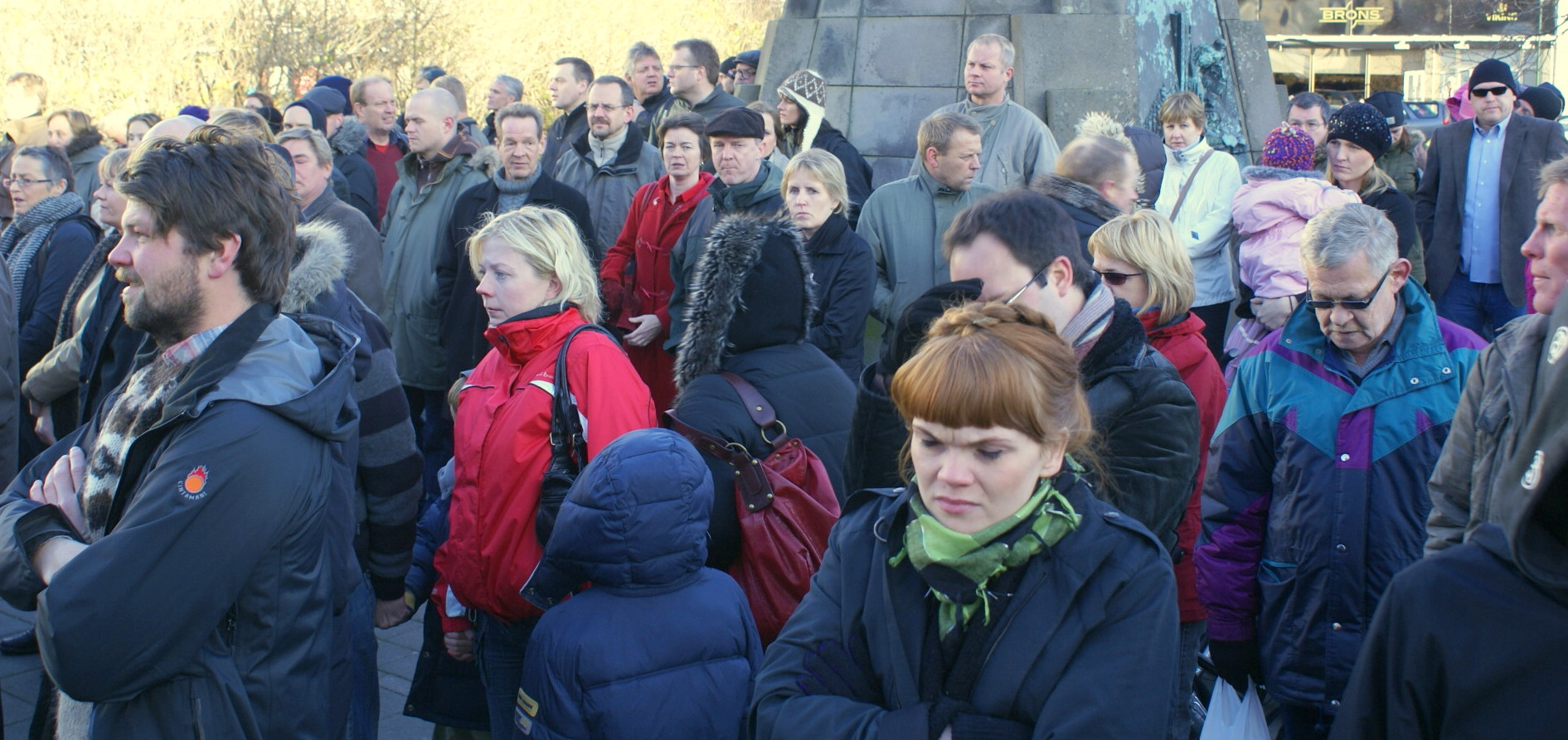
18 octombrie 2008
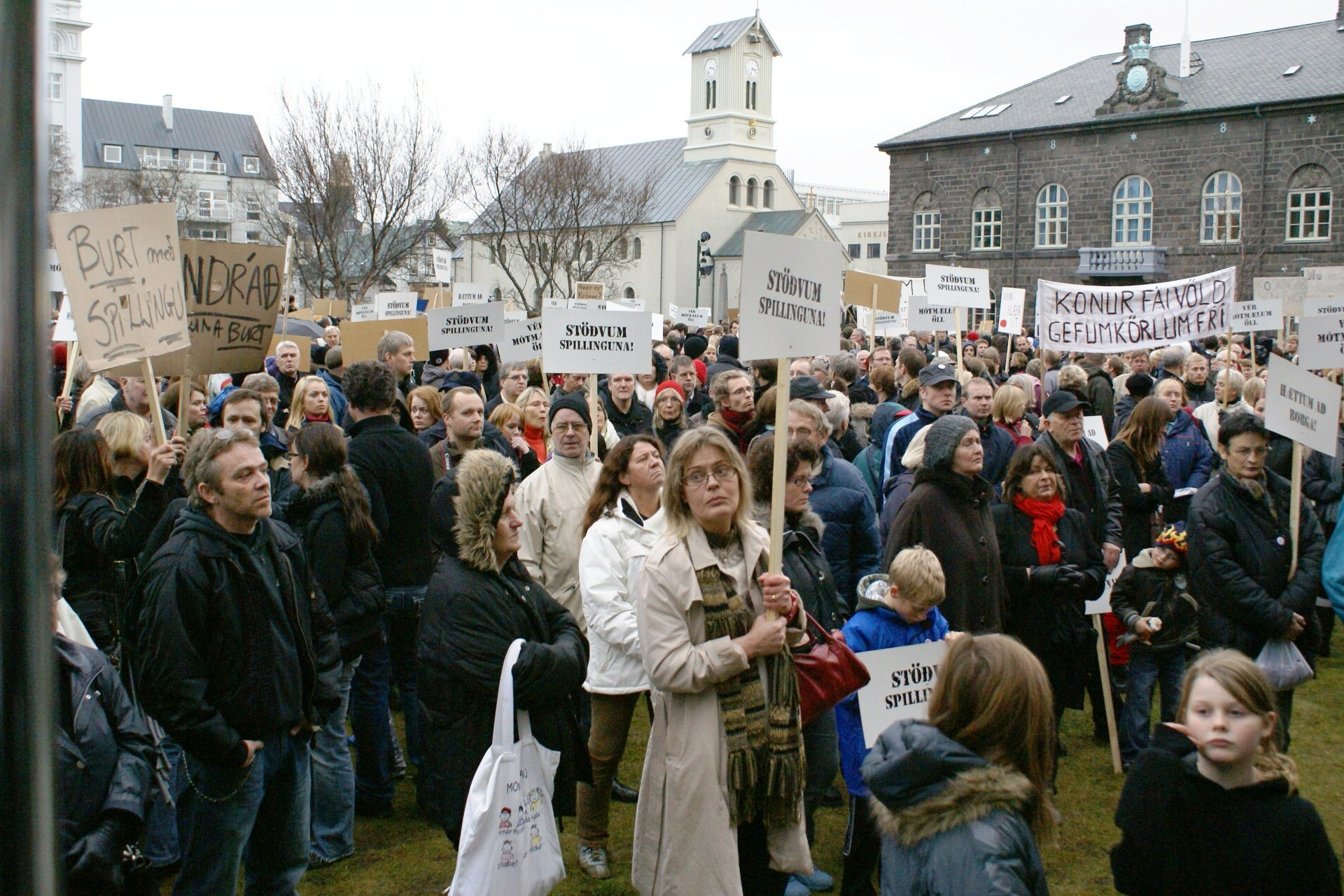
8 noiembrie 2008
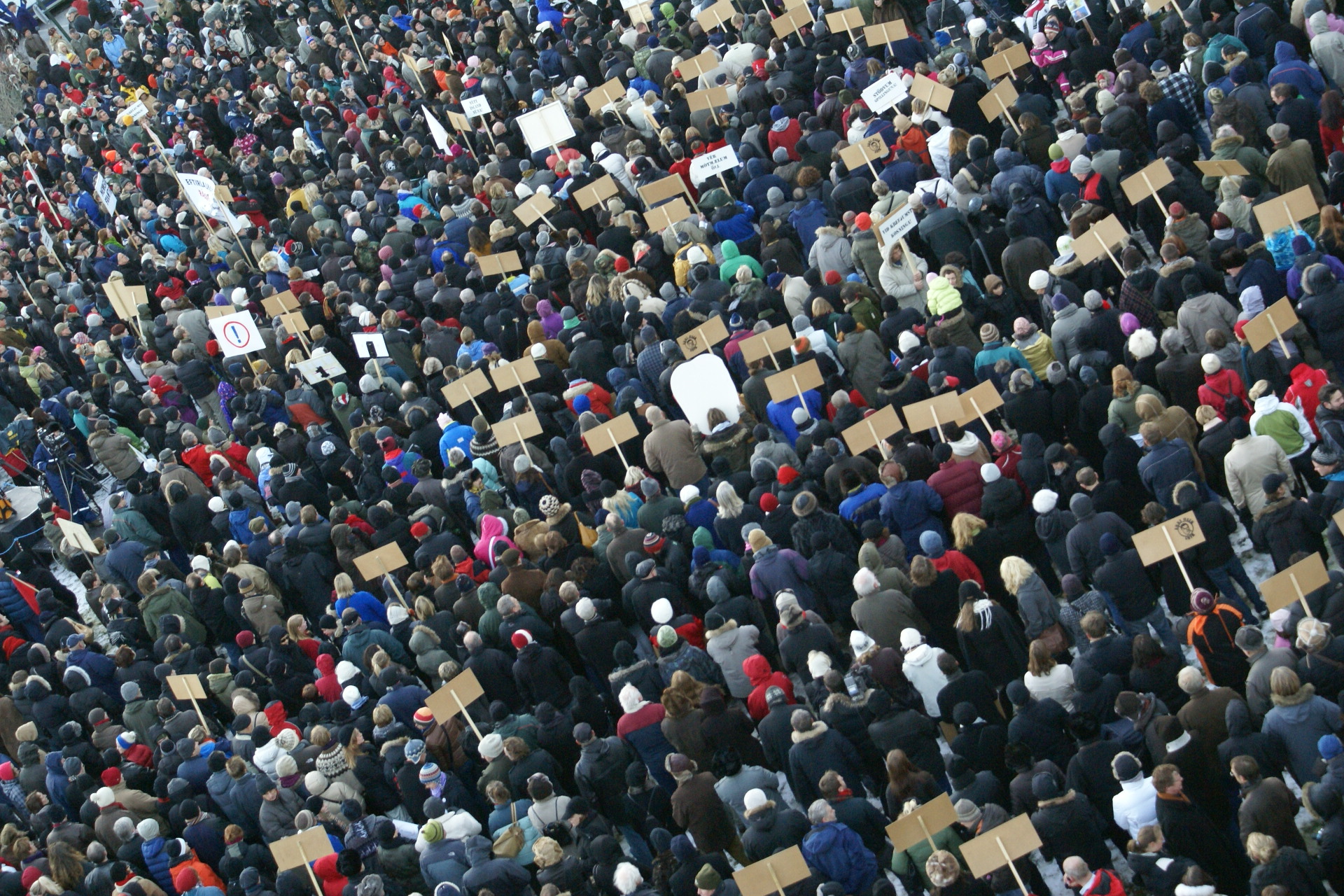
15 noiembrie 2008
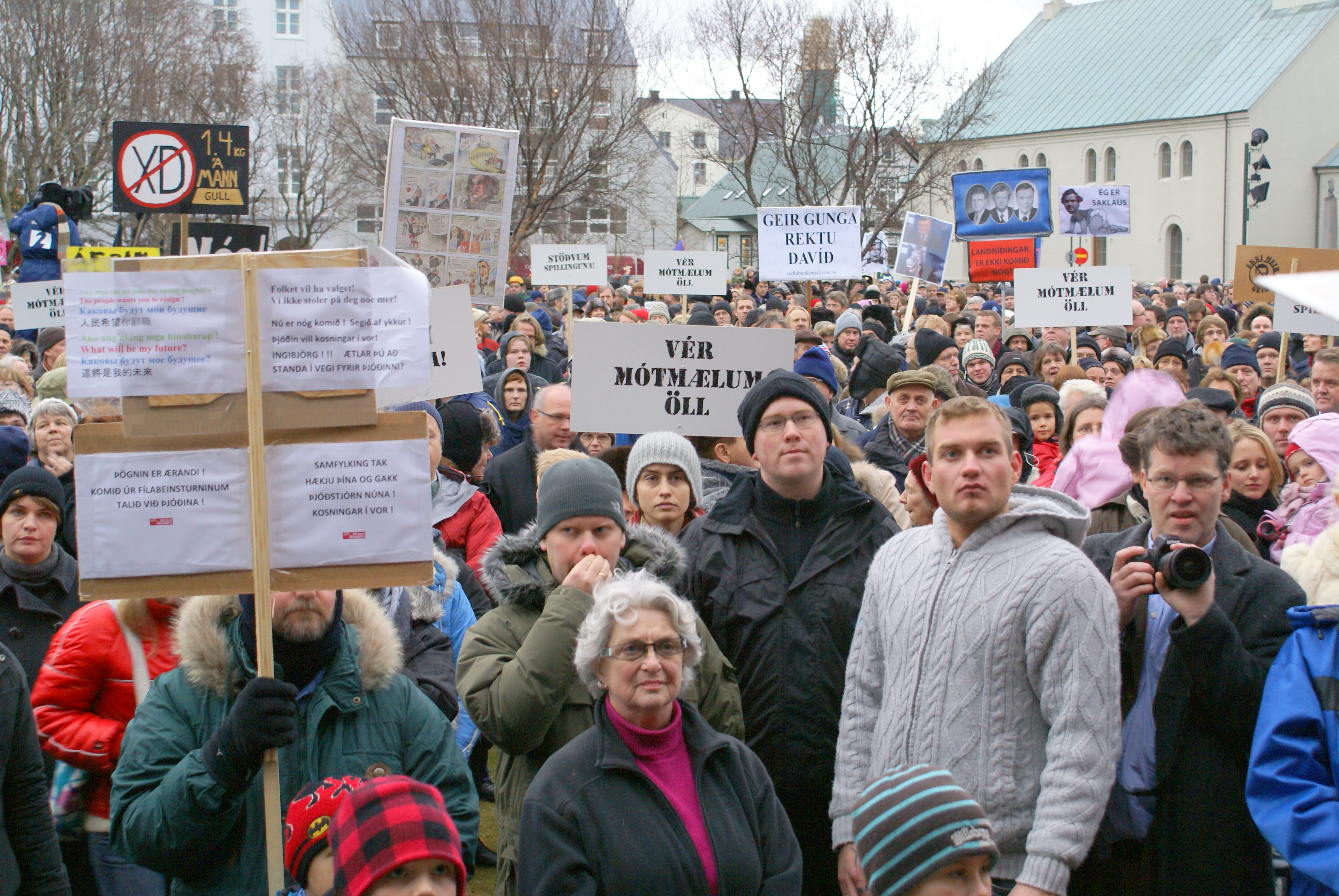
22 noiembrie 2008
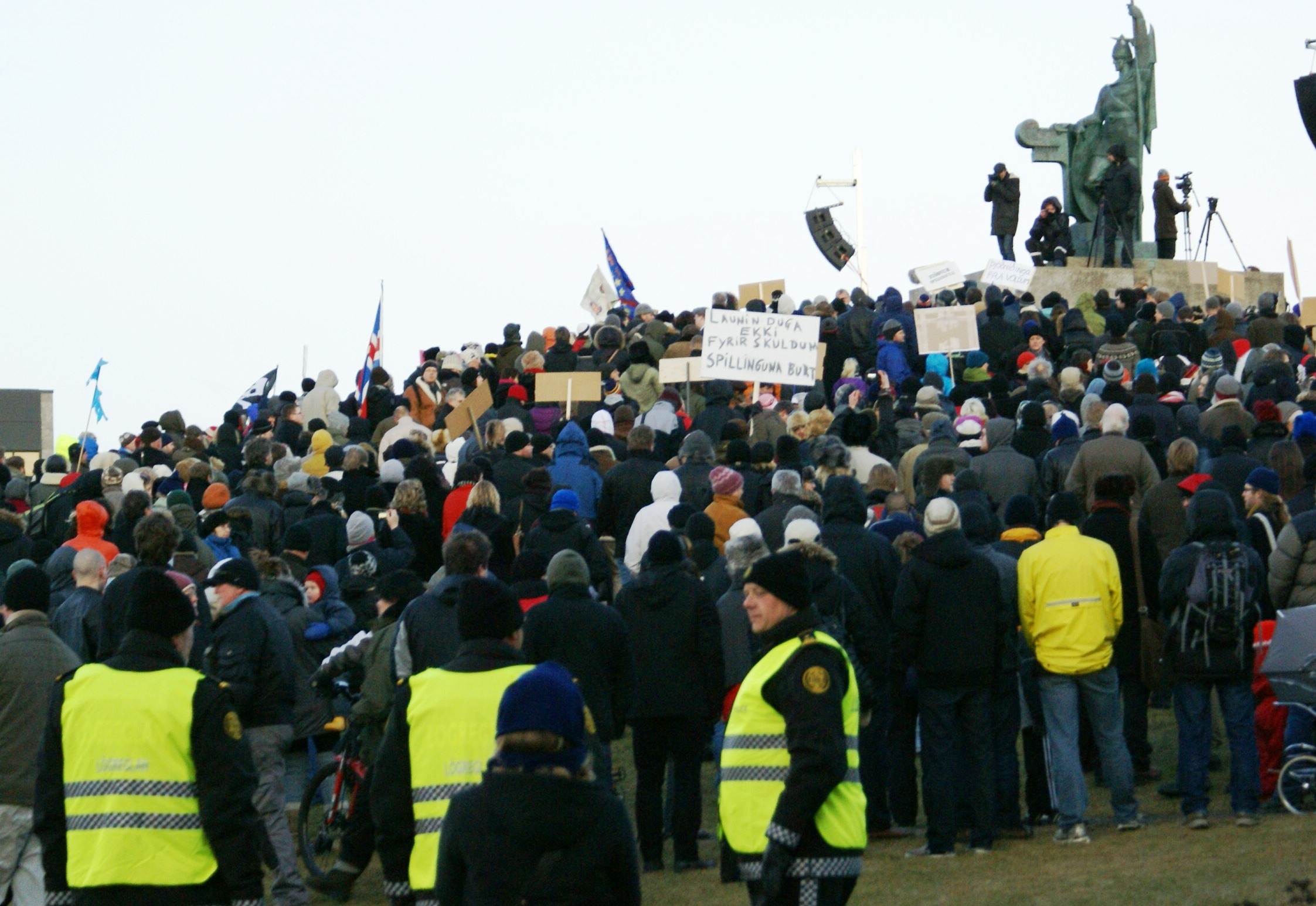
1 decembrie 2008
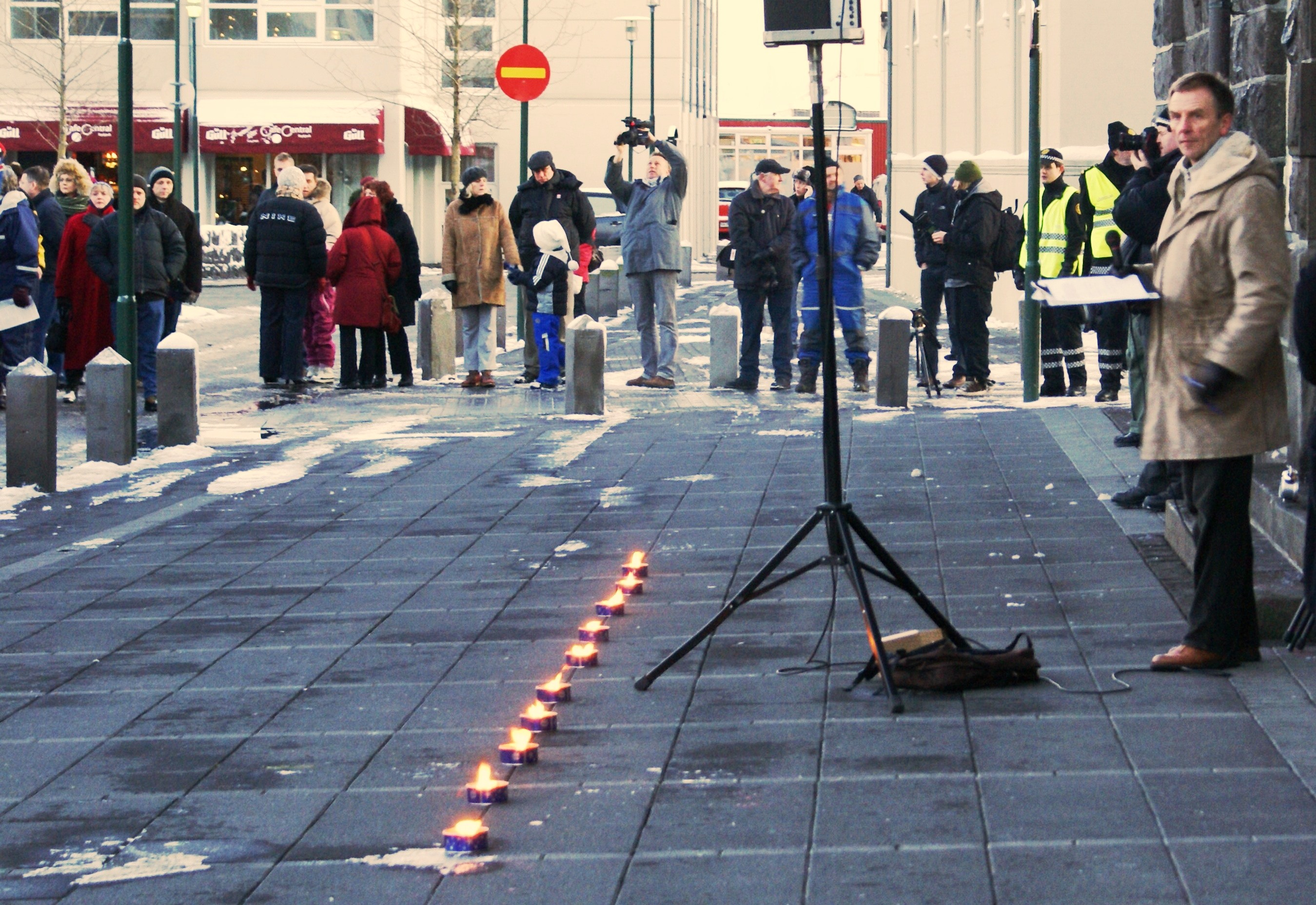
13 decembrie 2008
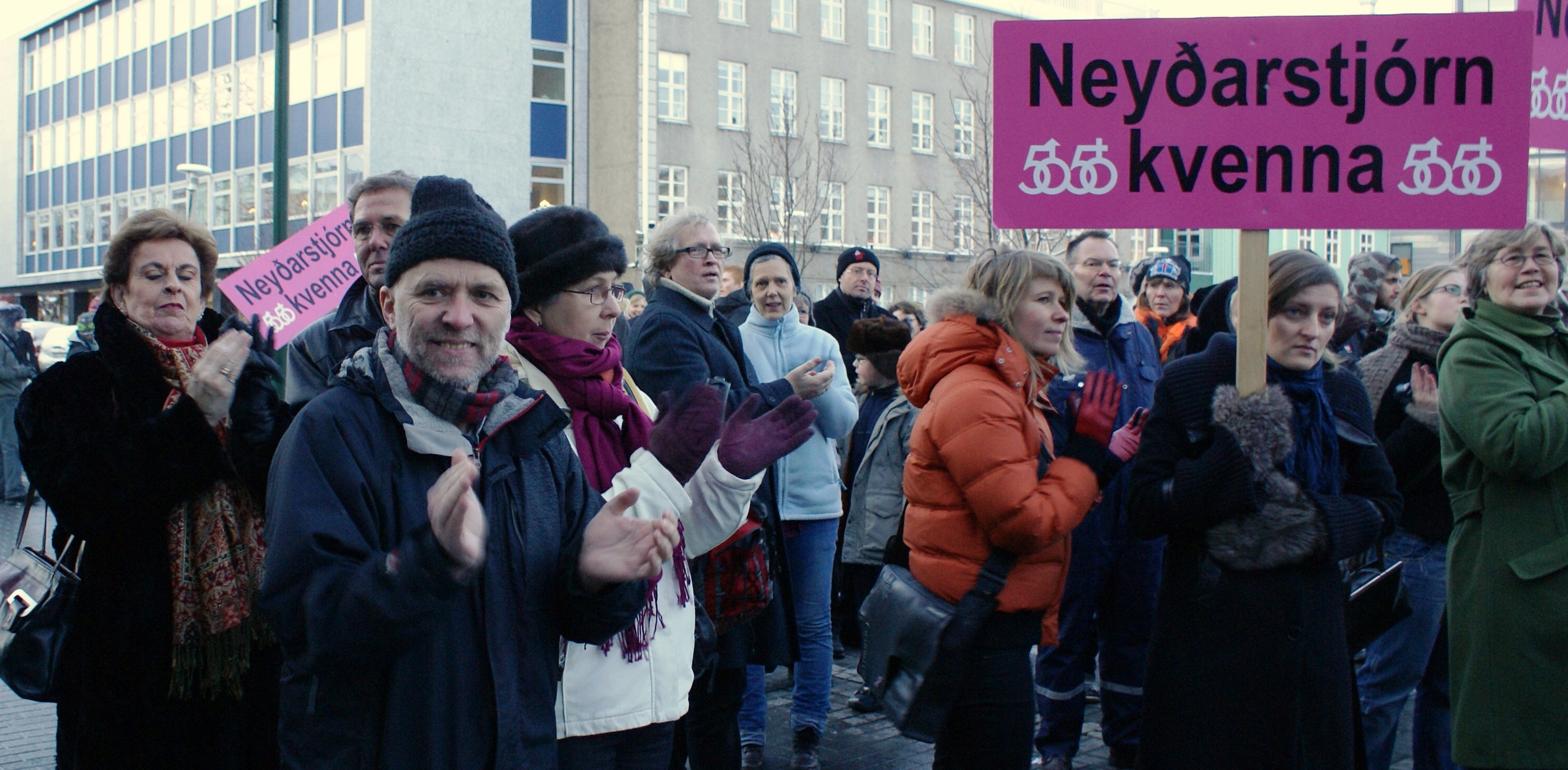
20 decembrie 2008
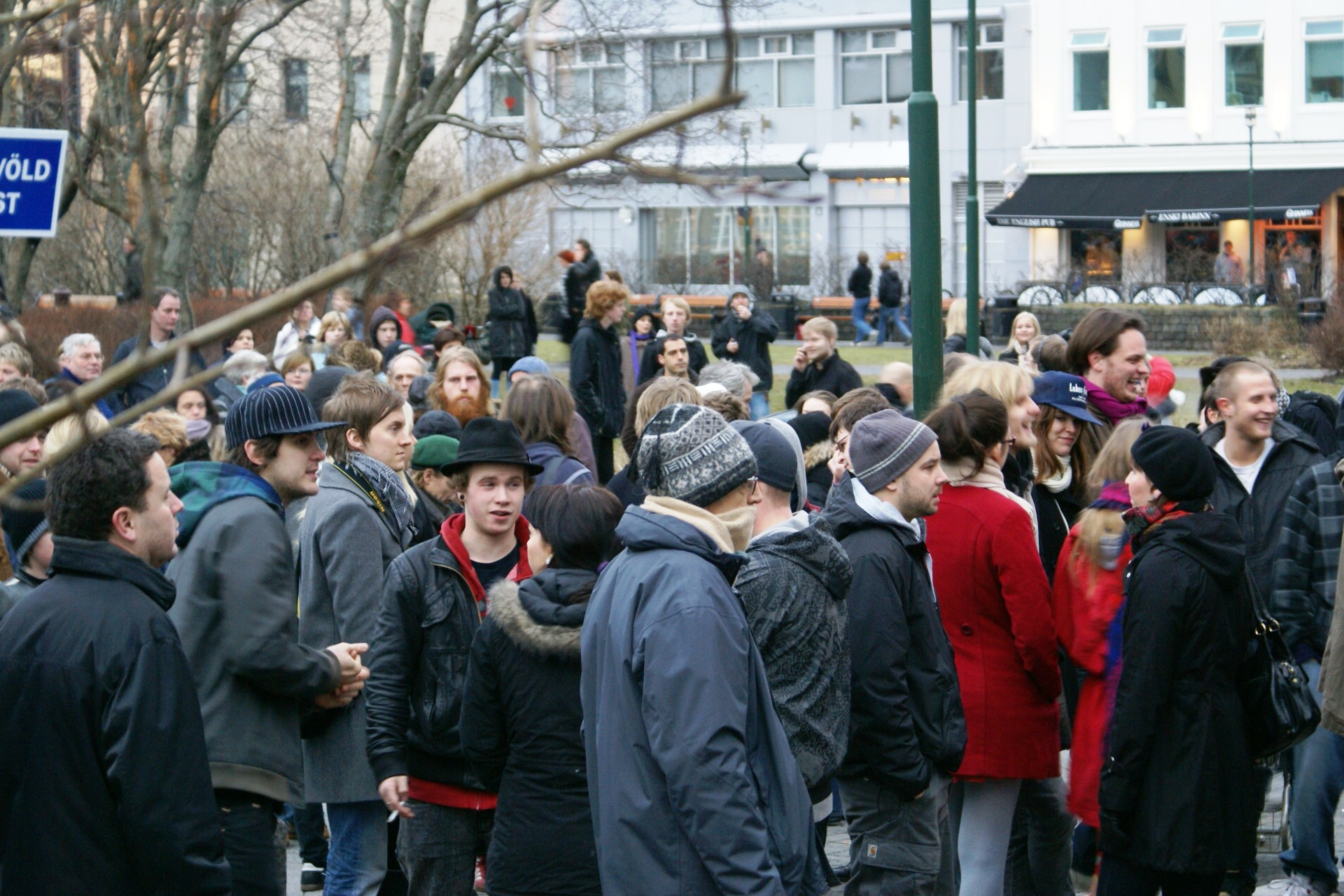
31 decembrie 2008
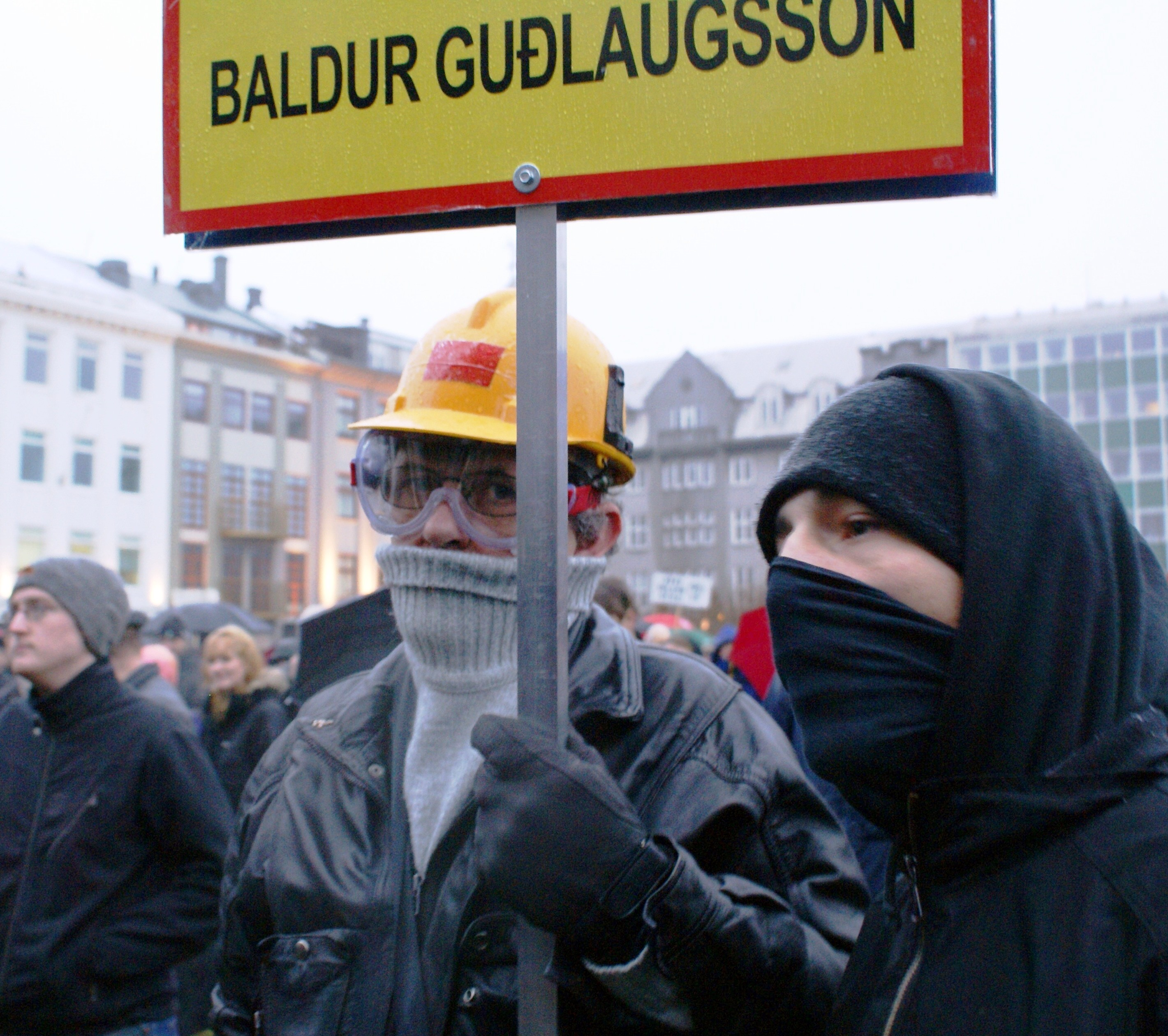
3 ianuarie 2009
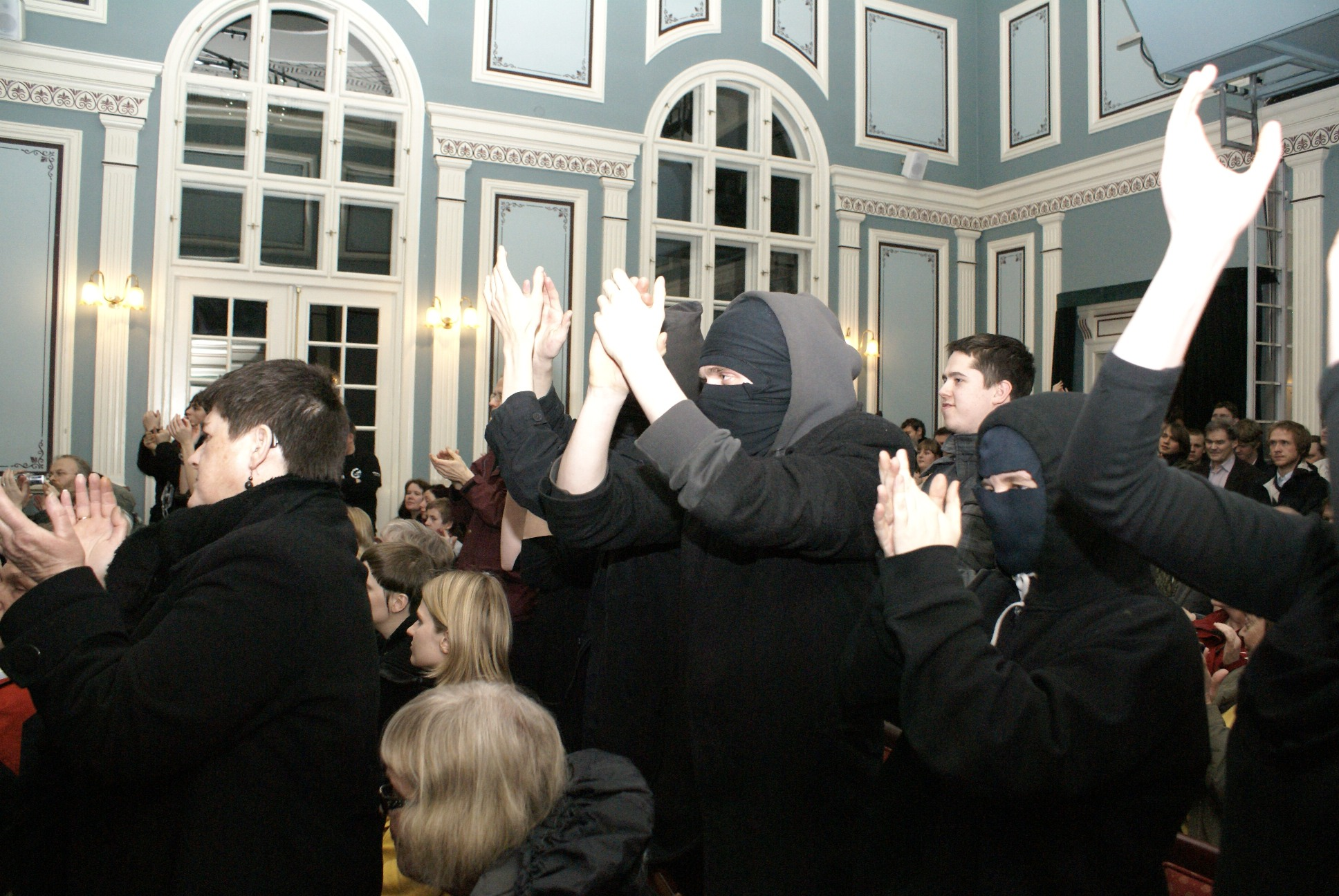
8 ianuarie 2009
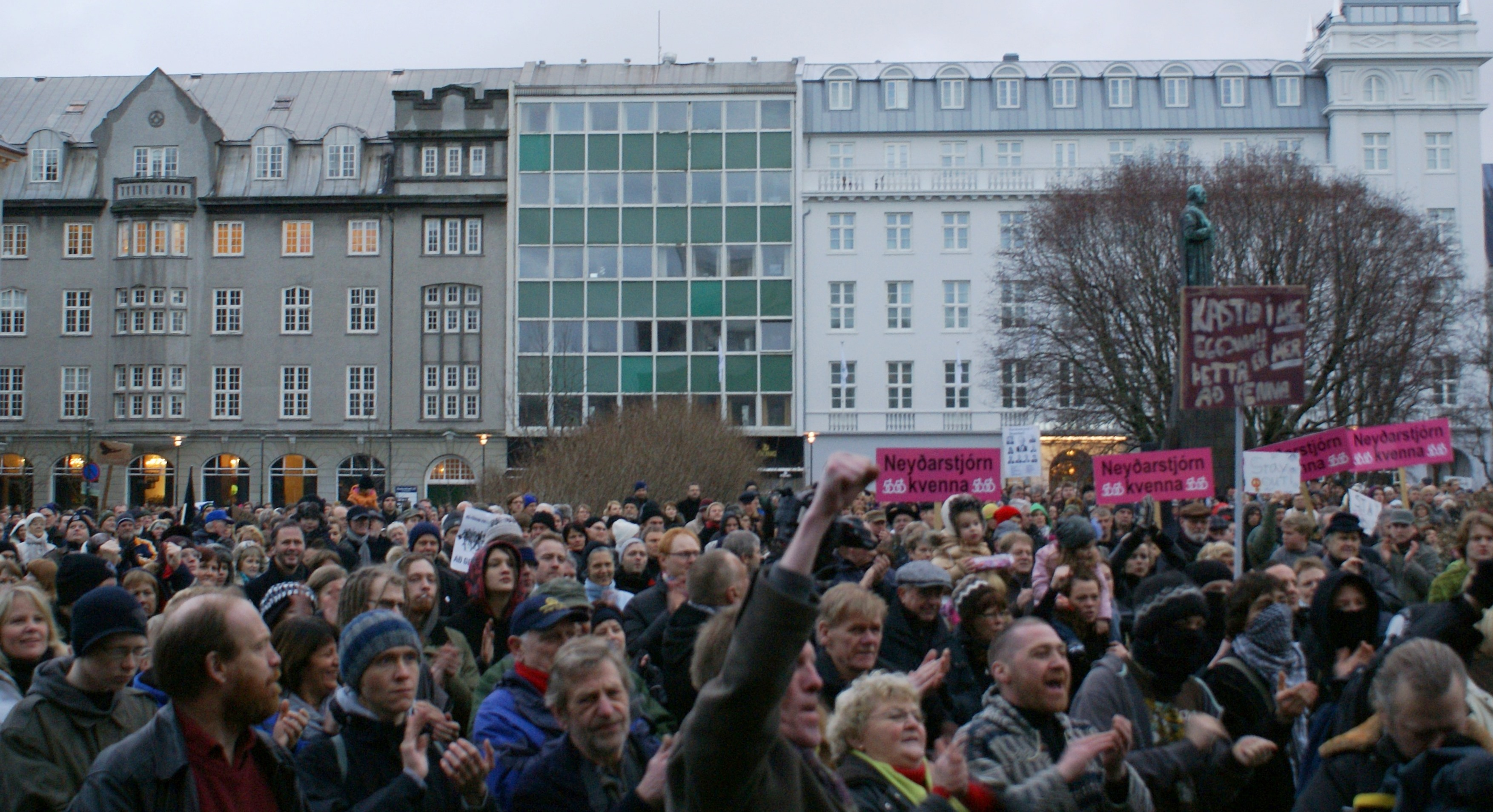
10 ianuarie 2009
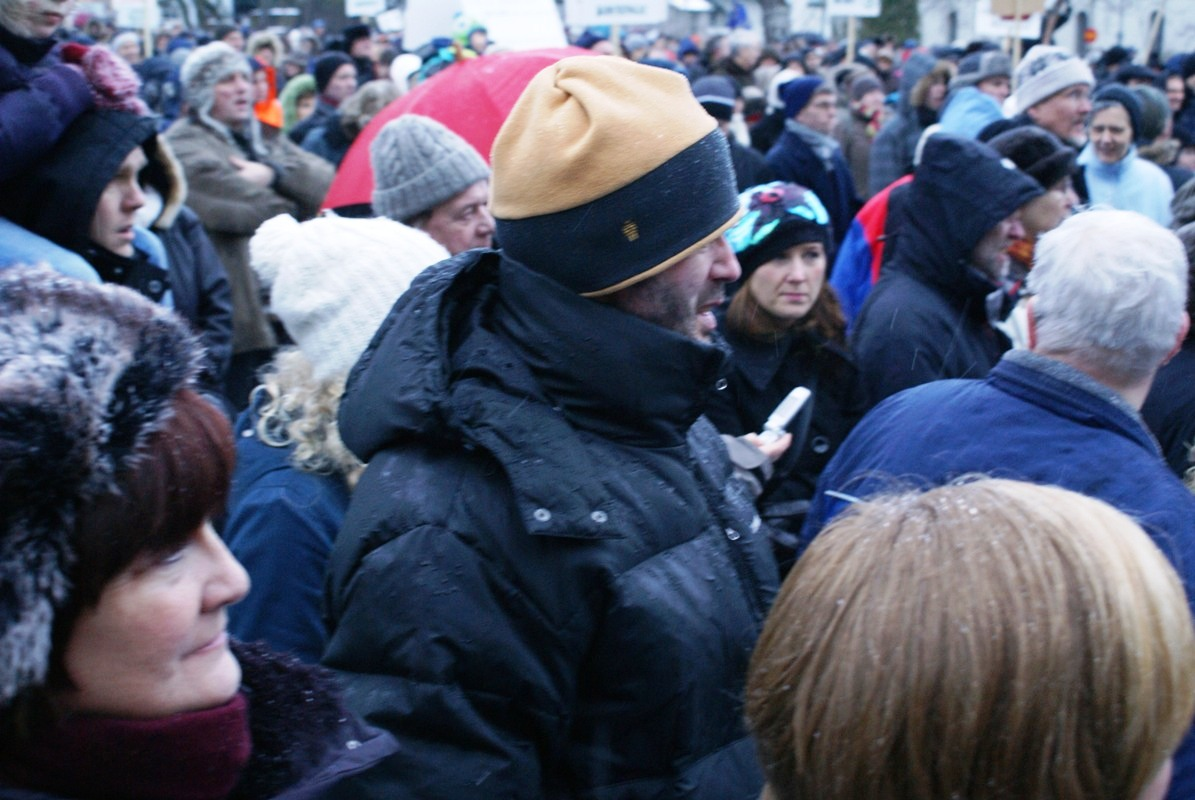
17 ianuarie 2009
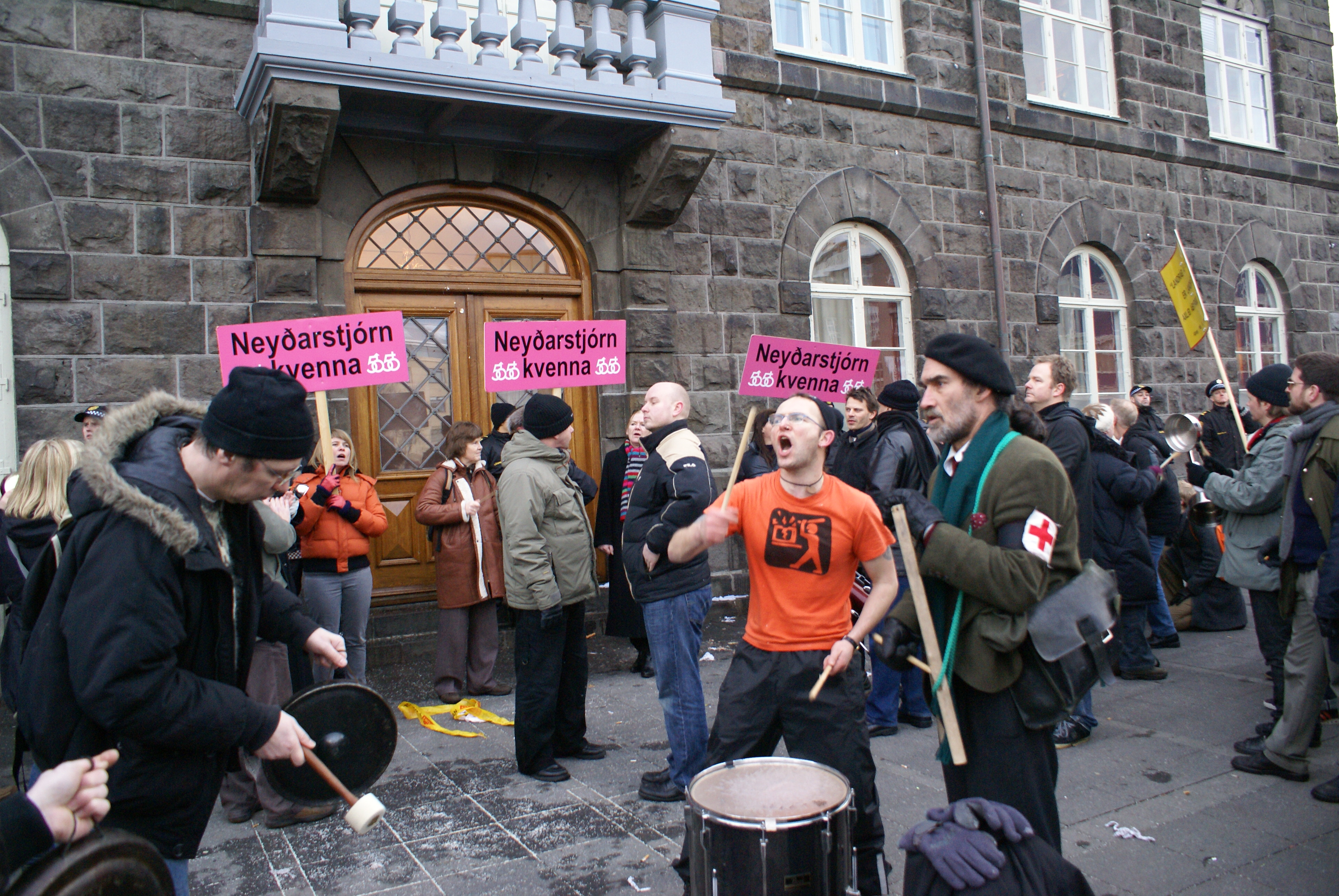
20 ianuarie 2009
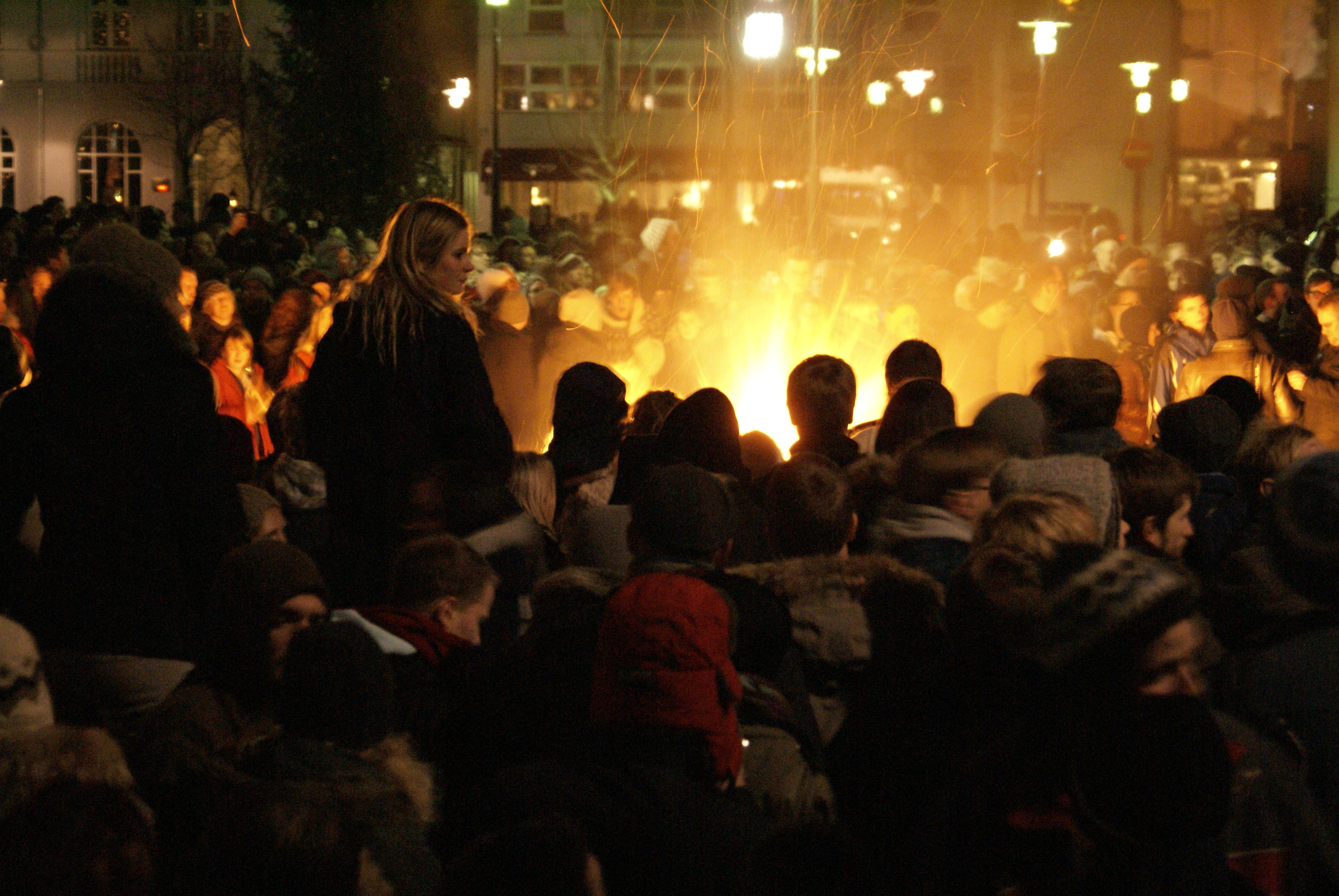
20 ianuarie 2009
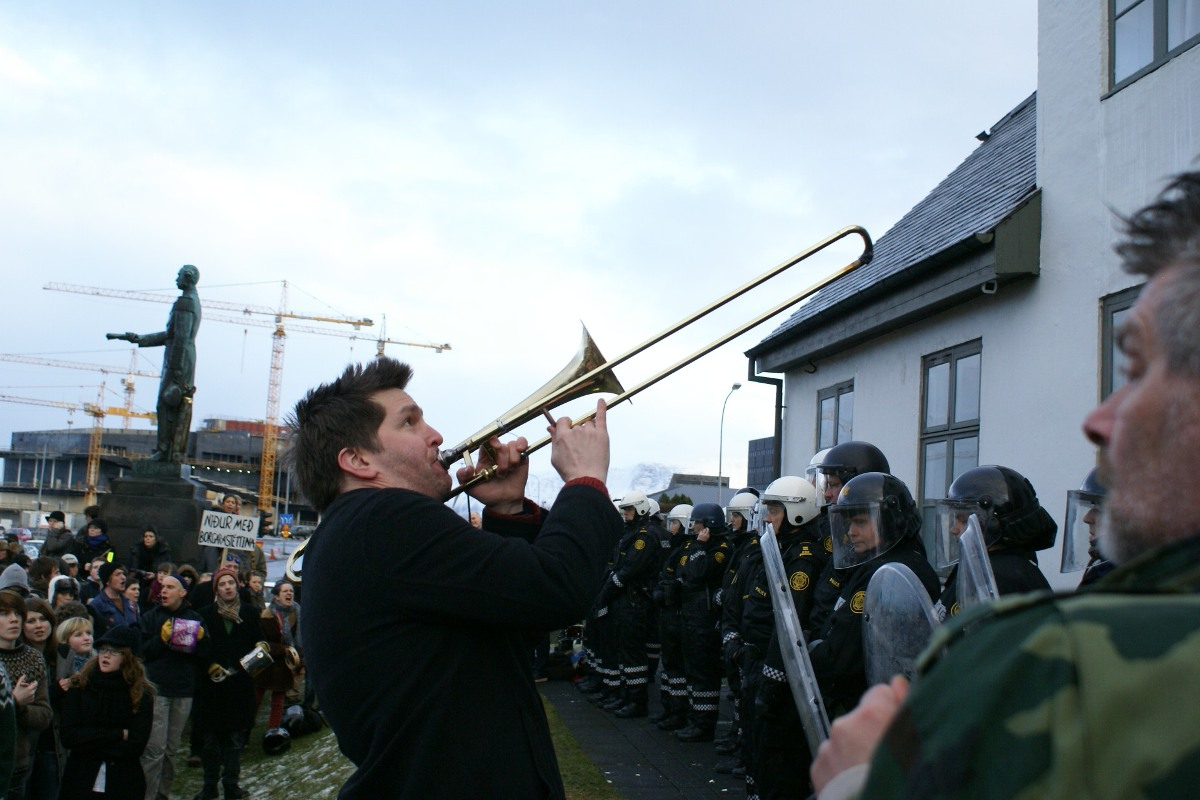
21 ianuarie 2009
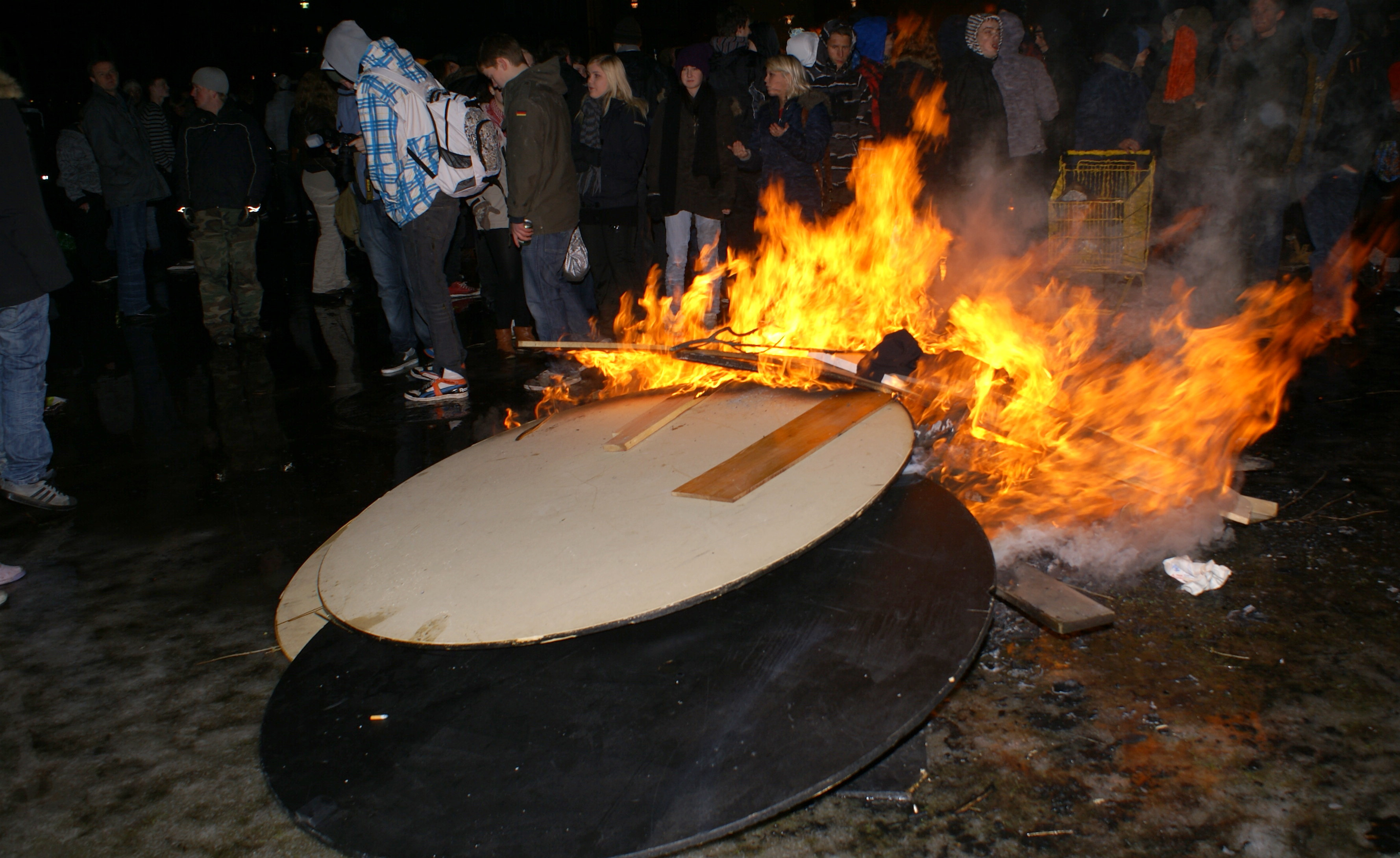
21 ianuarie 2009
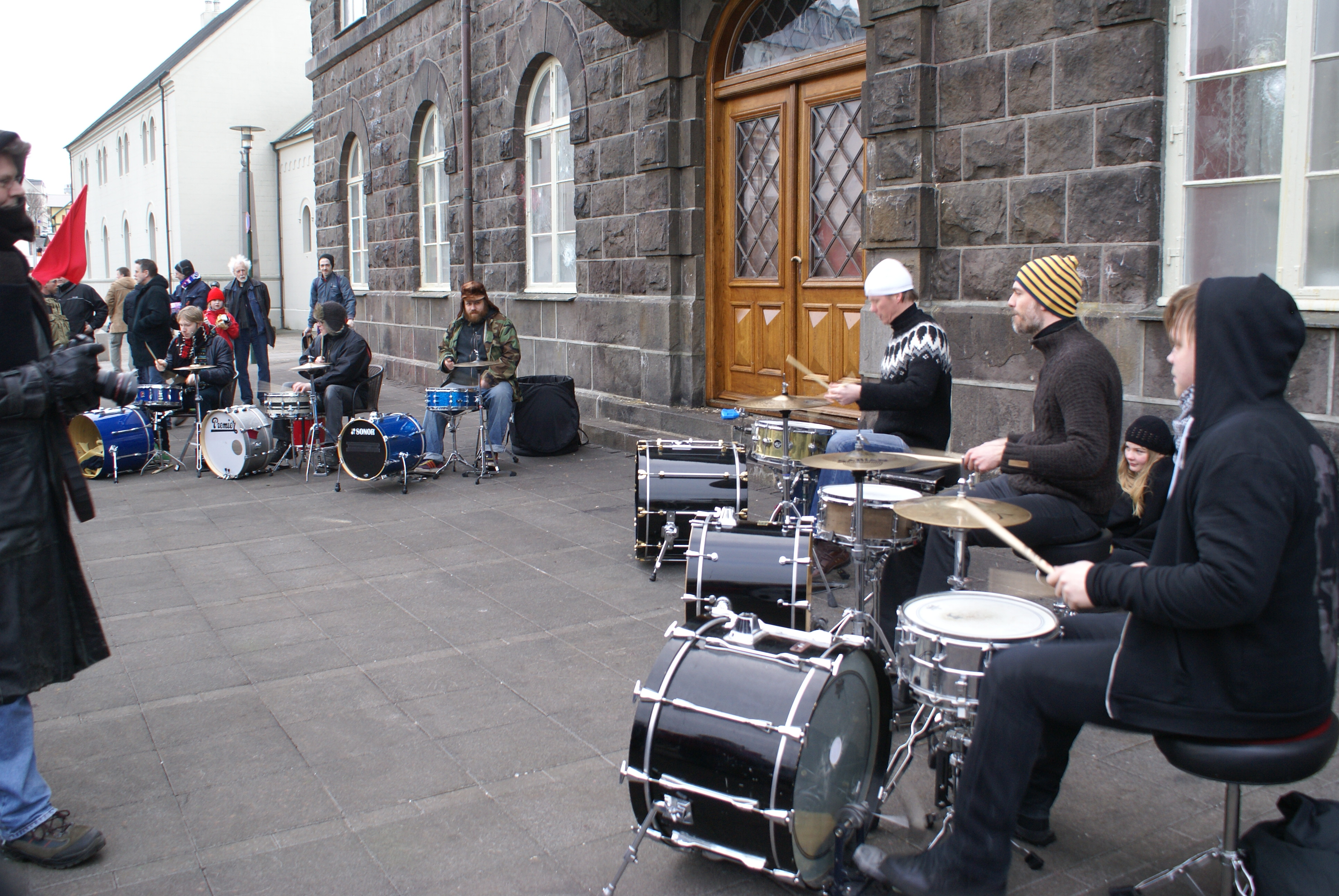
24 ianuarie 2009
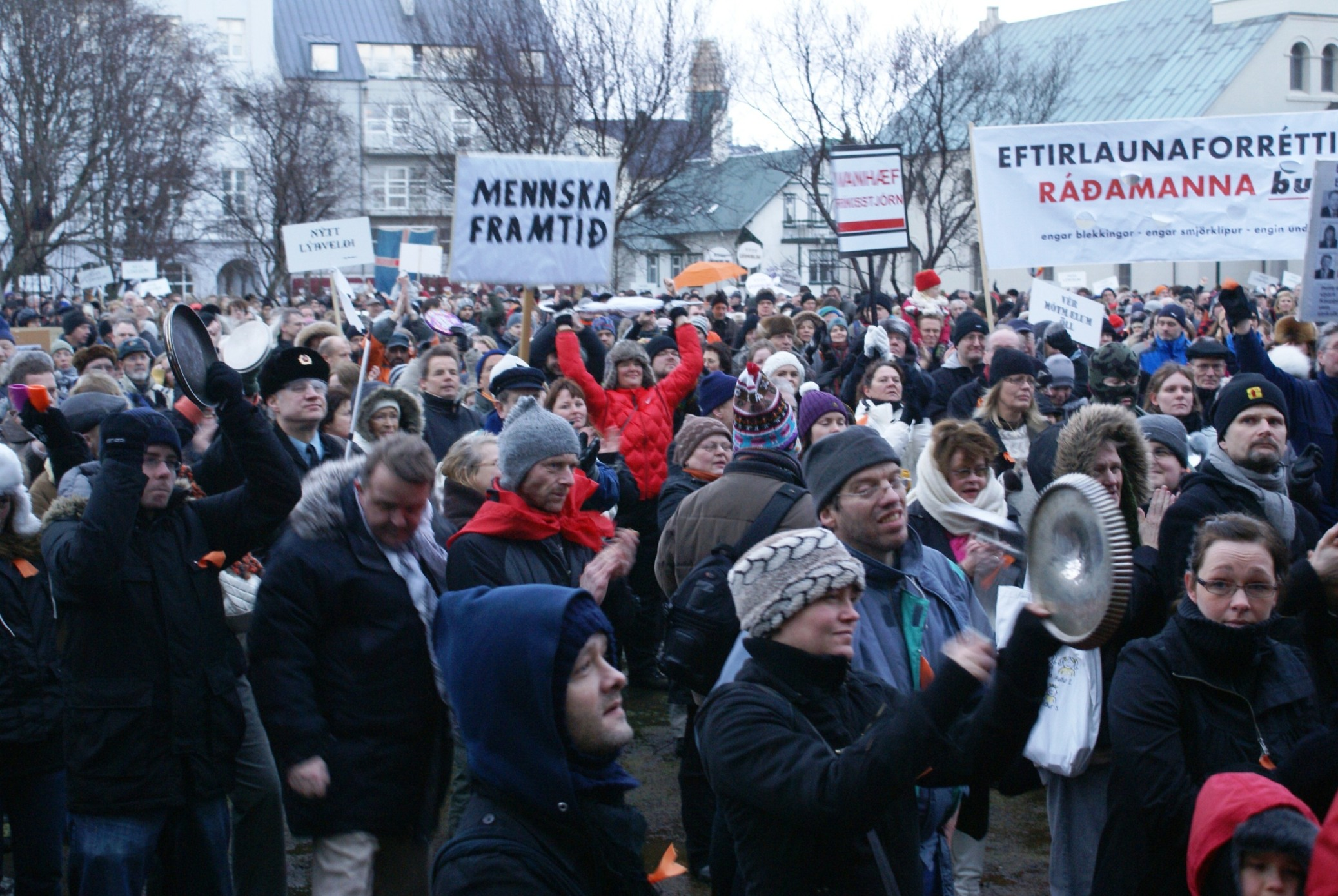
24 ianuarie 2009
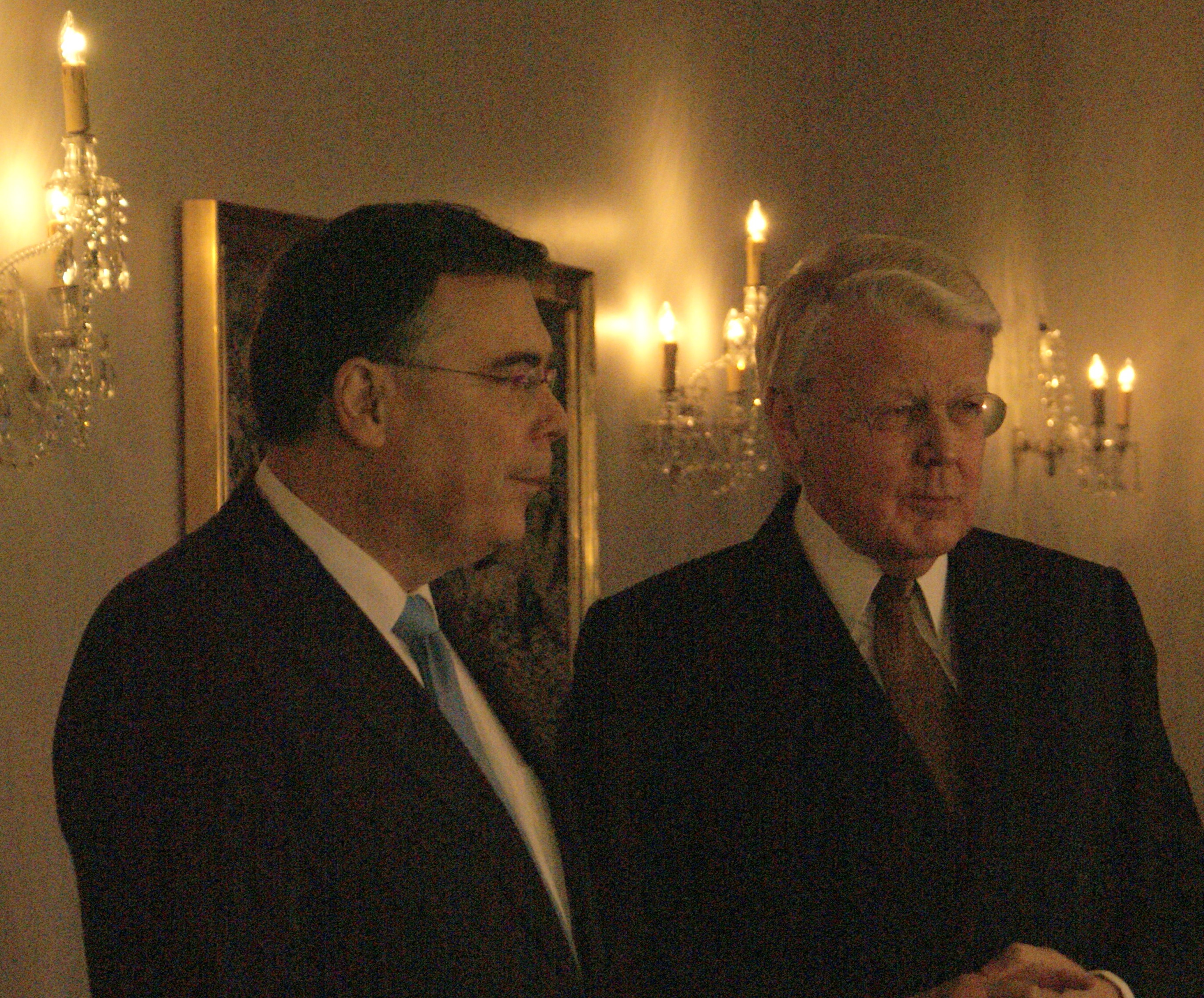
26 ianuarie 2009
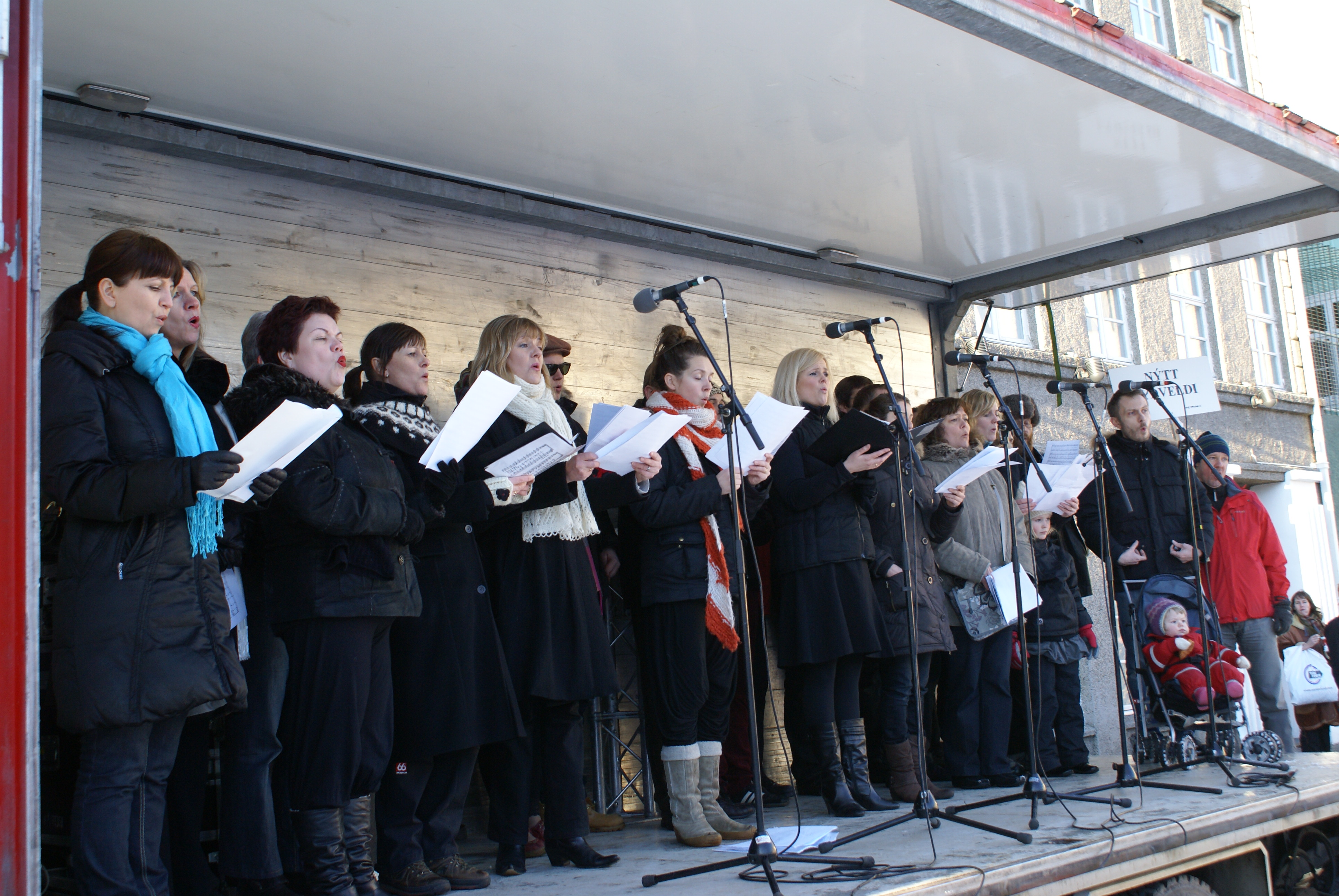
31 ianuarie 2009

## Teoria conspirației
Există o teorie a conspirației conform căreia mass-media internațională aservită ocultei mondiale nu a prezentat publicului informații despre această revoluție periculoasă planului Noii Ordini Mondiale.